# Stora Rävsvik
Stora Rävsvik är ett naturreservat i Arboga kommun i Västmanlands län.
Området är naturskyddat sedan 2009 och är 13 hektar stort. Reservatet består av barr- och lövträd, mest gran och björk. Här växer även asp, rönn och ek och i fuktig mark klibbal och ask. 